# Peloidtherapie
Für die Peloidtherapie  als einem Teil der Balneologie werden so genannte Peloide (gr. pelos = Schlamm), somit Schlämme oder Heilerden, als Heilmittel verwendet.  Diese werden mit Wasser vermischt und für Bäder, Packungen oder Wickel benutzt. Die Peloidtherapie wird bei unterschiedlichen Krankheitsbildern angewendet, u. a. bei Osteoporose, Rheuma, Nervenentzündungen, Arthrose, Verletzungen und Unfallfolgeerscheinungen, Rehabilitation nach orthopädischen Operationen oder auch bei Gicht.
Man unterscheidet organische und anorganische Peloide. Die gebräuchlichsten Peloide sind:
- Fango
- Parafango
- Torf (siehe dazu besser die Artikel Moorbad und Moorheilbad)
- Schlick
- Schlamm (siehe dazu Schlammbad)
- Lehm
- Löss
- Heilerde
- Kreide
- Sand

In den meisten Fällen ist die Peloidtherapie eine Wärmetherapie, d. h. die Stoffe werden vor der Anwendung erhitzt. Die Konsistenz und die Wärmespeicherfähigkeit der Peloide hängen vom jeweiligen Wassergehalt ab. Je höher der Wassergehalt, desto höher auch die Wärmeleitfähigkeit und die Spezifische Wärmekapazität.
Ob die Wirkstoffe der Peloide teilweise tief genug in die Haut eindringen, um dort medizinische Wirkung zu entfalten, ist nicht sicher nachgewiesen. Es wird eine entzündungshemmende und antivirale Wirkung in der Haut behauptet, auch dies ist nicht nachgewiesen, ebenso wenig wie eine Wirkung auf innere Organe, die über die reine Wirkung der Wärme (und ggf. der Massage) hinausgeht.
Naturmoore wurden teilweise bereits in der frühen Neuzeit von Kranken aufgesucht, allerdings gab es zu dieser Zeit noch keine medizinische Therapie. An welchem Ort tatsächlich das erste Moor-Heilbad eröffnet wurde, ist umstritten.